# Pteromalus amabilis
Pteromalus amabilis är en stekelart som beskrevs av Walker 1836. Pteromalus amabilis ingår i släktet Pteromalus och familjen puppglanssteklar.
Artens utbredningsområde är Frankrike. Inga underarter finns listade i Catalogue of Life.